# Antonio Ravalli
Antonio Ravalli, né le 16 juin 1812 à Ferrare (Premier Empire) et mort le 2 octobre 1884 à Stevensville, au Montana (États-Unis) était un prêtre jésuite italien et médecin, qui anima plusieurs missions jésuites dans le Nord-Ouest des États-Unis, particulièrement parmi les indigènes du Montana.

## Biographie
Issu de famille aisée, Antonio Ravalli entre dans la Compagnie de Jésus le 12 novembre 1827 à Rome. Doué et polyvalent, il fait des études de médecine tout en poursuivant le parcours théologique préparatoire à l’ordination sacerdotale. Dans le même but d’acquérir des compétences qui lui seraient utiles dans son travail missionnaire, il s’initie à l’art et à la mécanique. Ravalli est ordonné prêtre à Rome en 1839.
Répondant à l’appel de Pierre-Jean De Smet en faveur des difficiles missions d'Amérique du Nord, il demande à y être envoyé. Peu auparavant, en 1833, le Supérieur général des Jésuites, Jean-Philippe Roothaan, avait envoyé une lettre à ses confrères les invitant à s’offrir au travail missionnaire outremer, interrompu par la suppression de la Compagnie de Jésus en 1773.
Ravalli fait le voyage transatlantique en compagnie de Pierre-Jean De Smet, Louis Vercruysse, Michael Accolti, Jean Nobili, Francis Huybrechts, et six religieuses de la congrégation des Sœurs de Notre-Dame de Namur qui seront les premières religieuses dans le Nord-Ouest des États-Unis. Le groupe de missionnaires arrive sur la côte ouest du continent, à Fort Vancouver (Oregon), le 5 août 1844 après un long voyage de huit mois
Ravalli soigne les indigènes à la Mission jésuite Saint-Paul de Willamette, sur la rivière Willamette, dans l'Oregon, puis en 1844 rejoint Adrian Hoecken à la Mission jésuite Saint-Michel des Pend'Oreilles, dans le bassin supérieur du Columbia. Il y passe son premier hiver.
Bientôt, il est transféré à la Mission jésuite Sainte-Marie de Bitter Root, pour y remplacer un missionnaire qui s’est noyé. C’est là qu’il commence à pratiquer la médecine se fabriquant ses propres médicaments à base d’herbes et racines de la région. Utilisant les roues des chariots qui les ont amenés au Montana. Ravalli construit également une scierie et d’autres instruments pour le travail du bois : il se met à la fabrication de meubles. Cependant des jeunes Blackfoots, instigués par des Blancs dissolus, font régner la terreur. Le père Gregorio Mengarini et deux frères jésuites y subissent beaucoup d’épreuves. La mission est fermée en 1850, en raison de ces attaques répétées.
Tandis que Mengarini part en Californie pour se refaire une santé, Ravalli est envoyé à  la Mission jésuite du Sacré-Cœur auprès des Cœurs d'Alène, fondée en 1842 par Joseph Duet et Nicolas Point, dans le nord de l'Idaho, qui avait déjà changé plusieurs fois de site. Ravalli y conçoit et supervise la construction d’une église de grande ingéniosité et beauté. Considérée comme le plus ancien bâtiment d'Idaho, l’église y est aujourd’hui classée comme monument historique. Le gouverneur du territoire, Isaac Stevens, salue le travail fait sur place.
Pendant dix ans, de 1857 à 1866, Ravalli occupe divers postes dont, entre autres, celui de maitre des novices à Santa Clara, en Californie. On rapporte que, missionnaire à Kettle Falls, il pratiqua la respiration artificielle sur une femme indigène pour lui sauver la vie, cela longtemps avant que cette technique ne soit communément connue. Durant la même période, lorsque le chef yakima lance une rébellion en 1856-1867, Ravalli contribua au rétablissement de la paix.

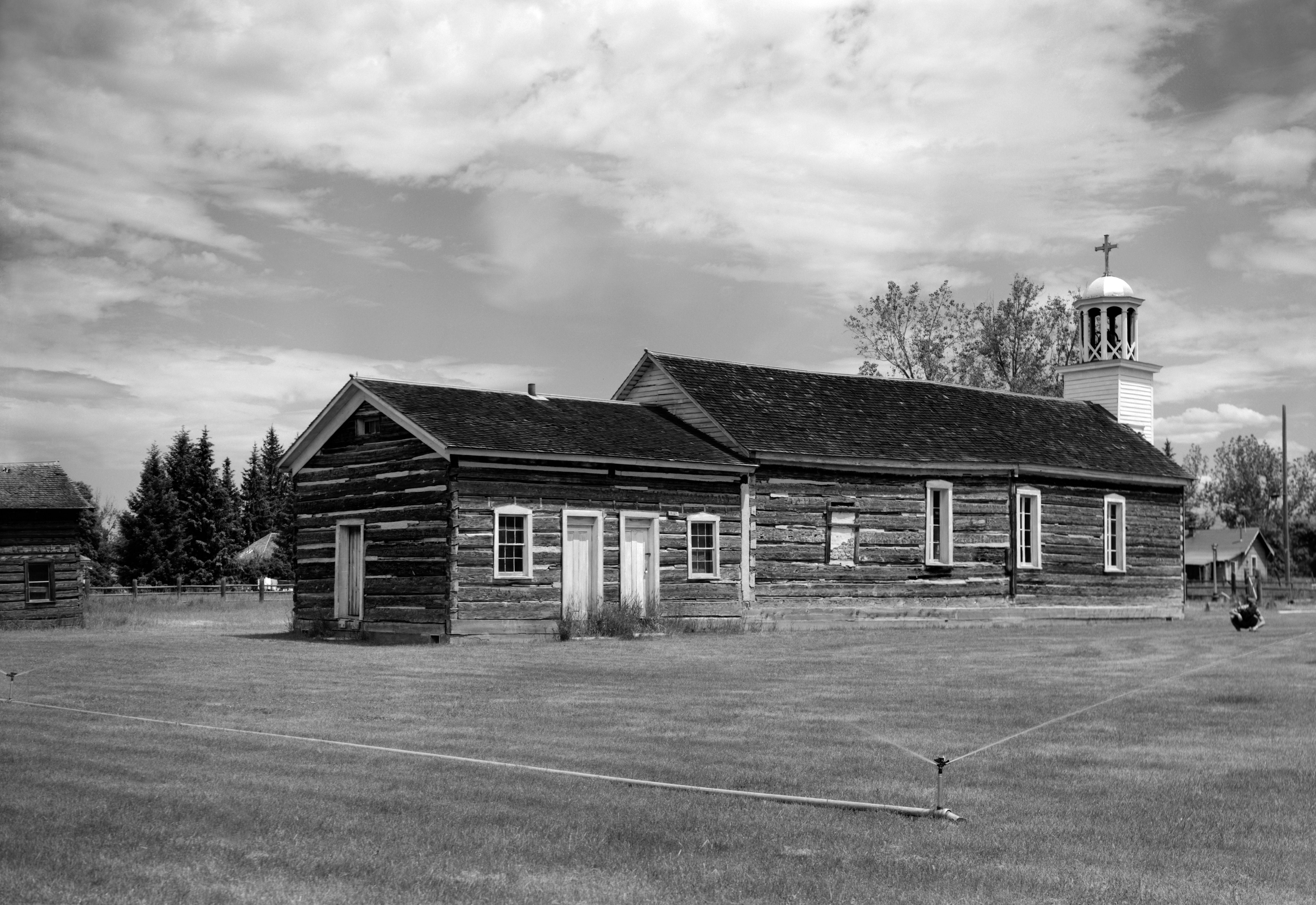
L'église Sainte-Marie construite en 1866 par Ravalli, à Stevensville (Montana).

En automne 1866 lorsque Giuseppe Giorda, Supérieur religieux des Jésuites des montagnes Rocheuses, souhaite rouvrir l’ancienne mission Sainte-Marie, il s’adresse à Ravalli qui y construit une église (connue aujourd’hui comme la ‘Vieille Sainte-Marie’). Avec l’église il construit un dispensaire, une pharmacie et la résidence jésuite. C’est là qu’il vécut ses dernières années. Antonio Ravalli meurt à Stevensville le 2 octobre 1884.

## Venération et souvenir
- À sa mort, les drapeaux de l'État de Montana furent laissés en berne durant un mois. Un monument public de grande dimension fut érigé sur sa tombe.
- Dans l'histoire de l'État de Montana Ravalli est considéré comme un des pionniers — premier médecin et premier architecte — et fondateur de ce qui fut le premier bourg de la région : Saint-Mary (aujourd'hui Stevensville).
- Une ville (en) et un comté du Montana portent son nom.

### Terrain d'action
Antonio Ravalli a œuvré dans un secteur très vaste incluant :
- le lac des prêtres, le plus au nord ;
- le lac Pend Oreille, au centre ;
- le lac Coeur d'Alene, le plus au sud ;
- le lac Coeur d'Alene ;
- le lac Eloika.

Et les futures villes de :
- Helena (Montana) ;
- Butte (Montana) ;
- Spokane, comté de Spokane.

Les rivières éponymes étaient :
- la Coeur d'Alene ;
- la rivière des Prêtres ;
- la Pend Oreille ;
- la Bitterroot.

Il a œuvré avec plusieurs tribus :
- les indiens Pend d'Oreilles ;
- les indiens Cœur d'Alène ;
- les indiens Kootenai ;
- les indiens Têtes-Plates ;
- les indiens Nez-Percés ;
- les indiens Spokane ;
- les indiens Blackfoot.

Son arrivée et celle de ses compagnons jésuites a coïncidé avec l'augmentation du nombre de voyageurs sur la Piste de l'Oregon.
| Année   | Nombre de migrants |
| ------- | ------------------ |
| 1834–39 | 20                 |
| 1840    | 13                 |
| 1841    | 24                 |
| 1842    | 125                |
| 1843    | 875                |
| 1844    | 1 475              |
| 1845    | 2 500              |
| 1846    | 1 200              |
| 1847    | 4 000              |
| 1848    | 1 300              |
| 1849    | 450                |
| 1850    | 6 000              |
| 1851    | 3 600              |
| 1852    | 10 000             |

## Source
- Article Ravalli, Antonio, dans Diccionario historico de la Compañia de Jesús, vol.IV, Roma, IHSI, 2001.